# Kobe Van Cauwenberghe
Kobe Van Cauwenberghe (* 1984 in Antwerpen) ist ein belgischer Gitarrist, der als Interpret Neuer Musik und Improvisationsmusiker hervorgetreten ist.

## Wirken
Cauwenberghe absolvierte 2007 sein Masterstudium am Hogeschool Ghent Conservatorium bei Tom Pauwels, um anschließend 2010 einen weiteren Master in Contemporary Performance Practice an der Manhattan School of Music in New York City bei David Starobin und Mark Stewart zu erwerben.
Cauwenberghe ist Gründungsmitglied des E-Gitarren-Quartetts Zwerm; auch gehörte er dem Nadar Ensemble und dem Ensemble soundinitiative an. Zudem arbeitete er mit dem Wet Ink Ensemble, dem Either/Or Ensemble, und dem Talea Ensemble in New York, dem Ictus Ensemble in Brüssel und mit Multilatérale in Paris zusammen. Er trat bei wichtigen Festivals in Europa, den USA, Mexiko und Kanada auf.
Mit dem Gitarristen Matthias Koole interpretierte Cauwenberghe im Duo Oh Mensch mikrotonale Werke von Arthur Kampela, Larry Polansky, Brian Ferneyhough, Christopher Trapani und Turgut Erçetin. 2015 veröffentlichte er sein erstes Soloalbum Give My Regards to 116th Street. Ab 2017 ging er mit seinem Soloprojekt No [more] Pussyfooting auf Tournee und stellte Live-Arrangements der Musik von Brian Eno und Robert Fripp vor. 
Im Rahmen seiner Promotion am Königlichen Konservatorium von Antwerpen beschäftigte sich Cauwenberghe intensiv mit der Musik von Anthony Braxton. Nach seinem Soloalbum Ghost Trance Solos lud er eine Gruppe von Musikern ein, um 2021 gemeinsam in Braxtons Ghost Trance Musics einzutauchen und diese zu erkunden; die resultierende Doppel-LP Ghost Trance Septet (2022) war für das Online-Magazin Avant Music News das Album des Jahres. Darüber hinaus gehörte er zu den Kuratoren der ersten internationalen Braxton-Konferenz, die 2023 im Rahmen der Darmstädter Ferienkurse für Neue Musik stattfand; dort leitete er zusammen mit Braxton einen Workshop für dessen Werke für Creative Orchestra, die er überdies mit den Brüsseler Philharmonikern aufführte.
Cauwenberghe errang 2010 einen Stipendienpreis bei den Internationalen Ferienkursen für Neue Musik in Darmstadt.